# Lilla Furutjärnen
Lilla Furutjärnen är en sjö i Bollebygds kommun i Västergötland och ingår i Göta älvs huvudavrinningsområde. Sjön är 4,9 meter djup, har en yta på 0,006 kvadratkilometer och är belägen 170 meter över havet.